# Parsonsia sundensis
Parsonsia sundensis är en oleanderväxtart som beskrevs av D.J. Middleton. Parsonsia sundensis ingår i släktet Parsonsia och familjen oleanderväxter. Inga underarter finns listade i Catalogue of Life.